# D3 Media
D3 Media (ранее - D3 Media Group) — российская анимационная студия, располагавшаяся в Москве.

## История
В 2010 году Константин Барнуков, ранее работавший на Украине в сфере разработки видеоигр, перебрался в Москву, где основал собственную анимационную студию, назвав её D3 Media Group. Собрав команду из 50 человек, он запустил несколько проектов. На запуск студии он потратил 100 тысяч долларов. Студия имеет собственный канал на YouTube, на котором размещались её проекты. В начале 2011 года студия подписала контракт с телеканалом 2x2. 5 февраля вышла первая серия «School 13» под названием «Basic Instinct of Survival» (рус. Основной инстинкт выживания) при поддержке D3 Media. 9 июля того же года вышла в эфир вторая серия — «The Story of Two Hitchhikers» (рус. История двух автостопщиков). Последний проект студии — «Разведчики» — был показан по тому же телеканалу в мае 2016 года.

## Банкротство
В сентябре 2011 года работа студии была заморожена из-за финансовых проблем. Многие сотрудники заявили о прекращении работы из-за длительных невыплат заработной платы. Но некоторые сотрудники — такие, как создатель «School 13» Дмитрий Меньшиков и звукорежиссёр Даниил Кухарев — остались. Работодатель продолжал арендовать Дмитрию квартиру и выплачивать зарплату. В 2013 году ООО «ДЗ МедиаГрупп» было признано банкротом (долги юридического лица превышали 10 млн рублей). Окончательно студия закрылась в 2014 году.

## Руководство[11]
- Генеральный директор — Александр Морев

- Управляющий партнёр — Вера Мотина

- Исполнительный директор — Владислав Алексеев

- Креативный директор — Игорь Брусенцев

## Работы

### Сериалы
| Название                    | Дата выпуска                            | Телеканалы   |
| --------------------------- | --------------------------------------- | ------------ |
| «School 13»                 | 5 февраля — 9 июля 2011                 | 2x2          |
| «School 13, Игрооргии»      | 12 июля 2012 — 28 сентября 2014         | 2x2          |
| «Волшебная лаборатория»     | 17 сентября 2012                        | 2x2          |
| «Пыхчево» (совместно с 2x2) | 30 апреля 2013 — 21 мая 2014            | 2x2          |
| «Разведчики»                | 10 мая 2016 — 14 мая 2016, 15 июня 2019 | 2x2, YouTube |

Студия планировала выпустить 2 полнометражных фильма — «Мастер и Маргарита» (совместно с «Союзмультфильмом») и «На краю света», которые должны были появиться в 2013 году. Также студия планировала выпустить мультсериал «Бо и Су» на который «Фонд Кино» выделил 1,4 млн рублей. Но все эти проекты были заморожены из-за финансовых проблем в студии.